# Arnoglossus rueppelii
Arnoglossus rueppelii es una especie de pez de la familia Bothidae en el orden de los Pleuronectiformes.

## Hábitat
Es un pez de mar.

## Morfología
• Pueden llegar alcanzar los 15 cm de longitud total.

## Distribución geográfica
Se encuentra desde las  costas del Mediterráneo Occidental hasta el Sáhara Occidental, incluyendo Gibraltar, el Marruecos y las Islas Canarias.